# Heinrich Petri (peintre)
Pour les articles homonymes, voir Petri.
Heinrich Petri est un peintre prussien né à Göttingen en 1834, mort en 1872 à Düsseldorf.

## Biographie
Il est le fils de Philipp Petri (1800-1868).

## Œuvres
- Tableaux dans l'église du couvent franciscain situé sur l'île de Nonnenwerth.